# Loch of Hundland
Loch of Hundland är en sjö i Storbritannien.   Den ligger i kommunen Orkneyöarna och riksdelen Skottland, i den norra delen av landet, 900 km norr om huvudstaden London. Loch of Hundland ligger 27 meter över havet. Arean är 1,1 kvadratkilometer. Den ligger på ön Orkney Islands. Trakten runt Loch of Hundland består i huvudsak av gräsmarker. Den sträcker sig 1,9 kilometer i nord-sydlig riktning, och 1,1 kilometer i öst-västlig riktning.